# Peitlerkofelgruppe
Die Peitlerkofelgruppe ist eine Gebirgsgruppe in den nordwestlichen Dolomiten, die sich in Südtirol (Italien) befindet.

## Lage und Umgebung
Die Peitlerkofelgruppe ist eine relativ kleine Gebirgsgruppe, die im Norden durch das Aferer Tal und das Untermoital von den Lüsner Bergen, im Süden durch das Villnößtal und das Kreuzjoch (ladinisch Furcela de Munt de Furćia) von der Geislergruppe sowie durch das Campilltal von der Puezgruppe getrennt wird. Im Westen liegt das Eisacktal, im Osten das Gadertal.
Die Peitlergruppe befindet sich auf dem Gebiet der Gemeinden Villnöß und St. Martin in Thurn und ist zu großen Teilen im Naturpark Puez-Geisler unter Schutz gestellt.

## Gliederung
Der größte Teil der Gruppe besteht aus einem in West-Ost-Richtung verlaufenden Bergzug, der durch die Peitlerscharte in zwei Hälften zertrennt wird. Östlich liegt mit dem Peitlerkofel (2875 m) der namensgebende Hauptgipfel der Gruppe, der Richtung Nordosten einen Kamm zum Gadertal hinab entsendet. Westlich der Peitlerscharte befindet sich die Untergruppe der Aferer Geisler (auch Aferer Geiseln), die mit dem Tullen (2652 m), dem Wälschen Ring (2607 m) und der Ringspitze (2625 m) ihre bedeutendsten Erhebungen haben und gegen Westen zum Eisacktal hin in einem langen, großteils bewaldeten Kamm abfallen. Von der Peitlerscharte führt Richtung Südwesten zum Kreuzjoch hin ein kurzer, in sich wiederum durch das Kreuzkofeljoch geteilter Kamm, auf dem sich der Zendleser Kofel (2418 m) und die Schlüterhütte befinden.